# Stibaropus
Stibaropus  – rodzaj pluskwiaków z rodziny ziemikowatych i podrodziny Cephalocteinae. Obejmuje 14 opisanych gatunków.

## Morfologia
Pluskwiaki o ciele przysadzistym, silnie wysklepionym, zwykle rudobrązowo ubarwionym. Głowa jest szersza niż dłuższa, ku przodowi zwężona, na krawędziach powrębiana, zaopatrzona w przyoczka, okrągłe i wyłupiaste oczy złożone oraz czteroczłonową kłujkę o członie drugim pozbawionym półokrągłego płatka. Nadustek ma krawędzie równoległe lub zwęża się ku przodowi. Płytki żuwaczkowe są dłuższe od nadustka, każda z przykrawędziowym szeregiem krótkich i grubych szczecin oraz dwoma takimiż szczecinkami położonymi przedwierzchołkowo. Czułki zbudowane są z pięciu członów, z których drugi jest zredukowany, drobnych rozmiarów. Szersze niż dłuższe, w zarysie zwężone ku przodowi z szeroko zaokrąglonymi kątami przednimi i tylnymi przedplecze ma szeregi chetoporów wzdłuż krawędzi bocznych. Tarczka jest szersza niż dłuższa, na szczycie szeroko zaokrąglona. Półpokrywy cechują się wyodrębnionymi od przykrywki egzokorium, mezokorium i międzykrywką, szeregiem chetoporów wzdłuż krawędzi kostalnych oraz przezroczystą lub półprzezroczystą, wykraczającą poza koniec odwłoka zakrywką. Ujście gruczołów zapachowych ma wierzchołek wykształcony w formie dużego, rzucającego się w oczy, ząbkowatego wyrostka. Wszystkie odnóża są krótkie i tęgie, zwieńczone smukłymi stopami o drugim członie najmniejszym. Golenie przedniej pary są szablowato lub sierpowato wykrzywione, środkowej pary lekko buławkowate, a tylnej pary silnie maczugowate. Krawędzie sternitów odwłoka w częściach bocznych są proste.
Przedstawiciele rodzaju zamieszkują południową część krainy palearktycznej oraz krainę orientalną. Zasięg ich obejmuje Półwysep Bałkański, Afrykę Północną, Zakaukazie, Rosję, Azję Środkową, subkontynent indyjski, Chiny i Azję Południowo-Wschodnią aż po Filipiny i Indonezję.

## Taksonomia
Takson ten wprowadzony został w 1851 roku przez Williama Sweetlanda Dallasa. Gatunkiem typowym autor ów wyznaczył Stibaropus brunneus, który potem zsynonimizowany został ze Scaptocoris molginus, opisanym w 1848 roku przez Jørgena M.C. Schiødte.  1882 roku Victor Antoine Signoret wprowadził rodzaj Schiodtella, którego w końcu XX wieku traktowano jako synonim Stibaropus lub jego podrodzaj. Przywrócenia mu rangi odrębnego rodzaju dokonał w 1999 roku Jerzy Adrian Lis.
Do rodzaju tego zalicza się 14 opisanych gatunków:
- Stibaropus bocagei Carvalho, 1969
- Stibaropus callidus (Schiodte, 1848)
- Stibaropus formosanus (Takano & Yanagihara, 1939)
- Stibaropus henkei (Jakovlev, 1874)
- Stibaropus hohlbecki Kiritshenko, 1912
- Stibaropus indonesicus (Wilbrink, 1912)
- Stibaropus javanus Lis, 1994
- Stibaropus laevicollis Montandon, 1897
- Stibaropus molginus (Schiodte, 1848)
- Stibaropus pseudominor Lis, 1991
- Stibaropus secundus (Lis, 1991)
- Stibaropus struempeli Lis, 1994
- Stibaropus subglaber Breddin, 1900
- Stibaropus sumatranus Lis, 1994